# Якоб Винер
Якоб Винер  (3 май 1892 – 12 септември 1970) е канадски икономист и смятан за един от теоретично основополагащите Чикагска школа по икономика през 30-те на 20 век.
Якоб Винер е бил сред известните опоненти на Кейнс по време на Голямата депресия, твърдейки че макар идеите на Кейнс за „държавните харчове“ да са правилни, то анализът на Кейнс съдържа пропуски в дългосрочен план.
Милтън Фридман е бил негов студент в Чикагския университет.